# Чакмут
Чакмут — небольшой остров в Амурском лимане Японского моря. Площадь — 0,3 км².
В состав России остров передал Пекинский договор 1860 года. От материка его отделяет мелководный пролив глубиной 40—60 см и длиной 300 метров, который можно преодолеть пешком поскольку вода прозрачна и не поднимается взрослому человеку выше колена. В административном отношении остров включает в свой состав Николаевский район, Хабаровский край, Российская Федерация. Остров имеет ровную, несколько приподнятую на полосой пляжа, каменистую основу, покрыт хвойным лесом. Остров расположен в 13 километрах от поселка городского типа Лазарев Николаевского района Хабаровского края России. Связь с посёлком возможна по морю на катере, дороги отсутствуют. На территории острова действует сотовая связь. Имеет форму полумесяца со сторонами около 300—400 м, на юге в сторону материка уходит длинная коса.
В декабре 2017 остров получил известность во многих русскоязычных СМИ после того как его во владение оформил москвич Нарек Оганисян в рамках программы Дальневосточный гектар с целью реализовать рекреационный потенциал острова и организовывать на нём квесты.